# Império Verde e Rosa
Grêmio Recreativo Escola de Samba Império Verde Rosa é uma escola de samba da cidade de Maués, no Amazonas.
Fundada em 1988 como Unidos Do Centro, da qual faziam partes torcedores do Leão Náutico Club, um dos mais importantes clubes de Futebol do município de Maués, mudou de nome para Império Verde Rosa em 1991, quando começou a disputar o título de carnaval com a Escola de Samba Em cima da hora.
Suas cores são verde e rosa e possui como símbolo uma águia sobre uma coroa real.
Seus reduto fica na Rua Rui Barbosa, onde acontecem os ensaios e reuniões referentes à Escola de Samba.
Atualmente a Escola de Samba conta com 14 títulos dos 29 carnavais disputados, sendo a maior campeão do carnaval de Maues.
No ano de 2019, a agremiação vai em busca da sua 15 (décima quinta) estrela, homenageando um dos maiores baluartes da Escola, o empresário Irineu Carneiro, nordestino, que veio ao Amazonas ainda jovem, sempre trabalhando e encontrou na cidade de Maues o seu lar, onde enraizou, e constituiu família, e hoje é um dos homens mais respeitados da cidade, sempre com a bandeira da fraternidade, colaborando com as mais diversas instituições da cidade, inclusive no carnaval.

## Carnavais
| Ano                                                   | Colocação                                             | Enredo | Ref.  |
| ----------------------------------------------------- | ----------------------------------------------------- | --- | ----- |
| 1991                                                  | Vice-Campeã                                           | | [ 1 ] |
| 1992                                                  | Vice-Campeã                                           | | [ 1 ] |
| 1993                                                  | Vice-Campeã                                           | | [ 1 ] |
| 1994                                                  | Vice-Campeã                                           | | [ 1 ] |
| 1995                                                  | Campeã                                                | Parintins! de Ilha dos tupinambás a santuário de boi bumbá. Compositores:Natanael Lavareda,Raimundinho Tavares. Rubens Salomão, Roberto Paiva e Augusto Palheira | [ 1 ] |
| 1996                                                  | Campeã                                                | A Lenda da Borracha Compositor:Marinho Saúba | [ 1 ] |
| '1997                                                 | Campeã                                                | O Circo Compositores:Rubens Salomão, Titito, Miltinho, Herculano, Medeiros e Chuá                                                                                | [ 1 ] |
| 1998                                                  | Campeã                                                | A Lenda do Anselmo Compositor:De Assis | [ 1 ] |
| Em 1999 e 2000, não teve disputa das escolas de Samba | Em 1999 e 2000, não teve disputa das escolas de Samba | Em 1999 e 2000, não teve disputa das escolas de Samba | [ 1 ] |
| 2001                                                  |                                                       | | [ 1 ] |
| 2002                                                  | Campeã                                                | Mundiquinha – Um anjo que virou estrela Compositor:Natanael Lavareda                                                                                             | [ 1 ] |
| 2003                                                  | Vice-Campeã                                           | Vera Cruz – A ilha onde o sol vai descansar Compositor:Natanael Lavareda                                                                                         | [ 1 ] |
| 2004                                                  | Campeã                                                | Guaraná - Os olhos que conquistaram o mundo Compositor:Marinho Saúba                                                                                             | [ 1 ] |
| 2005                                                  | Campeã                                                | Dr. Gute – Um coração que faz Maués pulsar Compositor:Marinho Saúba                                                                                              | [ 1 ] |
| 2006                                                  | Campeã                                                | Boa Vista – O despertar da princesinha do Ramos Compositor:Marinho Saúba                                                                                         | [ 1 ] |
| 2007                                                  | Campeã                                                | Homero de Miranda Leão – O poeta da Mundurucânia Compositor:Marinho Saúba                                                                                        | [ 1 ] |
| 2008                                                  | Campeã                                                | Maçonaria – O templo do amor divinizado Compositor:Marinho Saúba                                                                                                 | [ 1 ] |
| 2009                                                  | Campeã                                                | Sincretismo Religioso – Uma viagem no mundo espiritual | [ 1 ] |
| 2010                                                  | Vice-campeã                                           | Ramalho Junior Nosso lar, Dos Muras aos pescadores do Progresso                                                                                                  | [ 1 ] |
| 2011                                                  | Campeã                                                | Do IMPÉRIO A INDEPENDÊNCIA, Uma viagem ao mundo histórico do Brasil. Do Império à Independência.                                                                 | [ 1 ] |
| 2012                                                  | Vice-campeã                                           | Dr Leonardo, um exemplo de superação | [ 1 ] |
| 2013                                                  | Campeã                                                | Reedição: Guaraná, os olhos que conquistaram o mundo |       |
| 2014                                                  | Vice- Campeã                                          | São Jorge Guerreiro, Samba e Devoção |       |
| 2015                                                  | Vice-campeão                                          | Agua, o Eldorado da Vida |       |
| 2016                                                  | Vice-campeã                                           | Pará, Festa, Crença e Cultura Popular |       |
| 2017                                                  | Não houve disputa das Escolas de Samba                | Não houve disputa das Escolas de Samba |       |
| 2018                                                  | Campeã                                                | Boa Vista do Ramos, a Terra irmã que amamos |       |
| 2019                                                  |                                                       | Um balde d'água por um tostão, solidariedade vale um milhão!! |       |